# Freebird Airlines Europe
Freebird Airlines Europe Limited ist eine maltesische Charterfluggesellschaft mit Sitz in Mosta und Basis auf dem Flughafen Malta. Sie ist eine Tochtergesellschaft der türkischen Freebird Airlines und deren Muttergesellschaft Gözen Holding.

## Geschichte
Freebird Airlines Europe wurde am 21. März 2018 gegründet. Am 28. Januar 2019 erteilte die maltesische Transportagentur das Air Operator Certificate (AOC) für Freebird Airlines Europe und registrierte das Unternehmen als offiziellen Betreiber eines Airbus A320-200.

## Flotte
Mit Stand vom April 2024 besteht die Flotte der Freebird Airlines Europe aus drei Flugzeugen mit einem Alter von 16,5 Jahren:
| Flugzeugtyp     | Anzahl | bestellt | Anmerkungen | Sitzplätze | Durchschnittsalter |
| --------------- | ------ | -------- | ----------- | ---------- | ------------------ |
| Airbus A320-200 | 3      |          |             | 180        | 16,5 Jahre         |
| Gesamt          | 3      | -        |             |            | 16,5 Jahre         |